# Entrompada

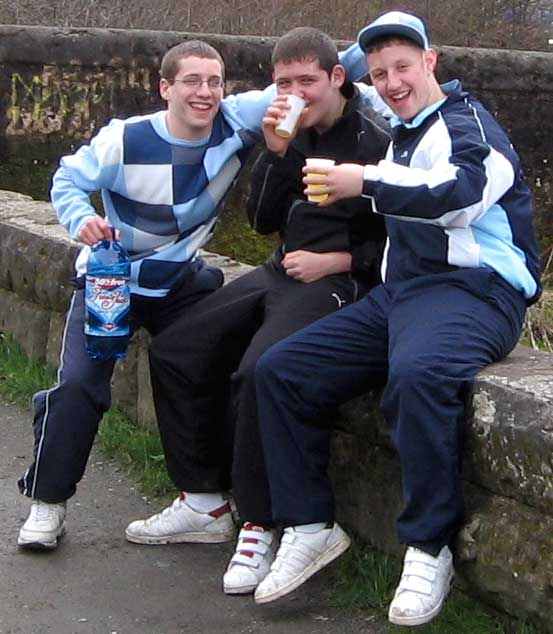
Joves d'entrompada a Glasgow, Escòcia.

Una entrompada, botellada, ampollot o poalada és una reunió d'amics que es troben per socialitzar mentre consumeixen begudes alcohòliques, encara que algun se n'abstingui.
El fenomen va aparèixer a Espanya a finals del segle xx amb el nom castellà de “botellón” i va ser descrit pels sociòlegs com:
| « | Reunió massiva de joves, en espais oberts de lliure accés, per a combinar i beure la beguda que han adquirit prèviament en comerços, escoltar música i parlar. | » |

Tot i això, la pràctica es va estendre arreu del món.
A casa nostra, les reunions no acostumen a ser massives, més aviat es convoquen colles reduïdes d'amics, tant a la via pública com en habitatges particulars.

## La prèvia
"La prèvia" és com s'anomena a la botellada que es fa amb la pretensió d'entrar més tard a una discoteca.
La intenció és poder xerrar lluny de la forta música del club mentre es va adquirint cert grau d'embriaguesa. Cada copa beguda a la botellada és un possible estalvi en copes consumides al local.
La botellada prèvia sol finalitzar quan entren les ganes de ballar, quan s'acaba la beguda o quan es pretén entrar al club amb una oferta que s'acaba a certa hora.
Aquesta entrompada es pot fer a casa d'algú, prop de la discoteca o al pàrquing d'aquesta mateixa, en cas de tenir-ne.

## Succés per motius econòmics
A part del plaer de reunir la colla en un espai no comercial (com quan es fa un pícnic en comptes d'anar al restaurant), sovint, les botellades són una alternativa molt més econòmica al tradicional consum de copes en bars, que durant les últimes dècades han experimentat un gran increment en els preus de venda al client.
A més, la pèrdua de poder adquisitiu dels joves, sobretot a partir de la crisi financera de finals de la dècada del 2000, també ha contribuït al succés d'aquest fenomen.

## Reivindicació
Pels que ho practiquen és una reivindicació d'abaratiment dels locals d'oci, o simplement un dret.
A la majoria de països d'Europa el consum d'alcohol a la via pública és legal.

## Conflictes
Aquestes reunions poden causar conflictes amb els veïns, sobretot de nit, ja que és fàcil que el soroll dels participants vagi augmentant segons van consumint alcohol.
A més, si els participants no tenen cura de recollir la brossa que han generat, poden deixar una gran quantitat de residus.

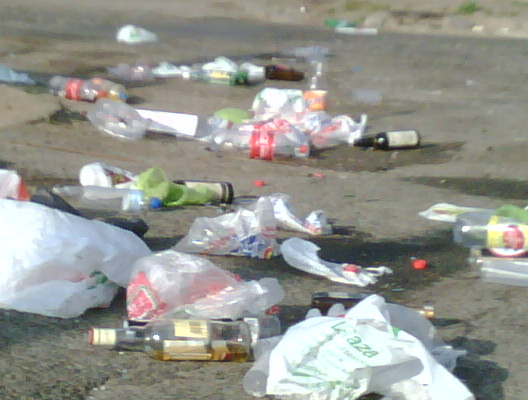
Residus d'una botellada a Sevilla, Espanya

## Prohibicions
La majoria de municipis van prohibir la pràctica de botellades i les van perseguir activament durant anys posant les multes que cada consistori va considerar pertinent als practicants.
Tot i així, els ciutadans no han deixat de fer-ne.
Com a mesura de contenció durant la pandèmia per coronavirus del 2020 el Govern de la Generalitat de Catalunya les prohibeix en juliol de 2020 sota multa de fins a 15.000 euros.

## La competició de Macrobotellades de març de 2006
El març de 2006 es convocà per Internet i amb missatges telefònics a les principals capitals espanyoles una competició de macrobotellades; l'objectiu declarat: fer una cursa a veure quina ciutat aconsegueix reunir més practicants.
A Barcelona l'entrompada del 17 de març de 2006, sense incidents remarcables en altres ciutats, acabà en avalots. El batle de la ciutat, Joan Clos els atribuí a uns 250 individus que aprofiten qualsevol convocatòria per provocar enfrontaments amb la policia local.